# Holzhausen-Externsteine
Holzhausen-Externsteine (niederdeutsch: Holtensen) ist ein Ortsteil der Stadt Horn-Bad Meinberg im Kreis Lippe.

## Geschichte
Am 1. Januar 1970 wurde die Gemeinde Holzhausen-Externsteine nach dem Detmold-Gesetz in die neue Gemeinde Bad Meinberg-Horn eingegliedert. Diese wurde bereits am 10. September 1970 in Horn-Bad Meinberg umbenannt.

## Naturdenkmäler

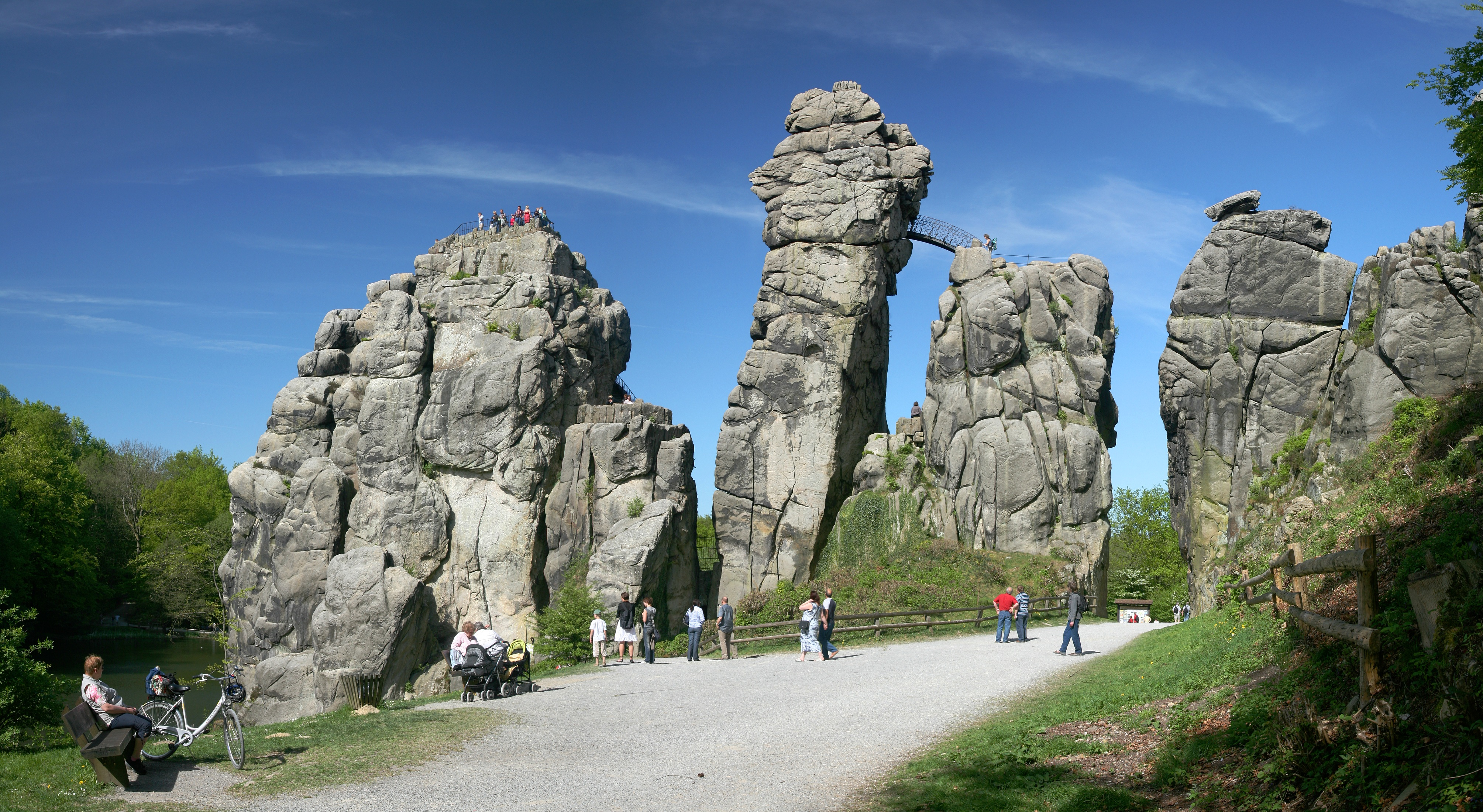
Die Externsteine in Horn-Bad Meinberg

In Holzhausen befinden sich die Externsteine, eine Felsformation aus Sandstein, die zu den bedeutendsten Natur-Sehenswürdigkeiten Deutschlands gehört. Ebenso befindet sich dort der Hohlweg Große Egge.

## Verkehr
Der Ort ist auf der Straße primär über die L 828 angebunden. Durch den Ort verläuft der Europaradweg R1.

## Sehenswürdigkeiten
Im Ort befindet sich das Kriegerdenkmal Holzhausen-Externsteine. Holzhausen-Externsteine verfügt über einen eigenen Bestattungswald. Im August 2011 hatte die Stadt Horn-Bad Meinberg angrenzend an den Friedhof Holzhausen-Externsteine einen Urnenwald ausgewiesen. Der Bestattungswald Holzhausen-Externsteine befindet sich südlich vom Ort. Auch die Wiembecke (Berlebecke), die an den Externsteinen zu einem Teich aufgestaut ist, gehört zu den nahen Sehenswürdigkeiten.